# Маллінс (Південна Кароліна)
Маллінс (англ. Mullins) — місто (англ. city) в США, в окрузі Меріон штату Південна Кароліна. Населення — 4026 осіб (2020).

## Географія
Маллінс розташований за координатами 34°12′15″ пн. ш. 79°15′13″ зх. д. / 34.20417° пн. ш. 79.25361° зх. д. (34.204193, -79.253499).  За даними Бюро перепису населення США в 2010 році місто мало площу 7,94 км², уся площа — суходіл.

## Демографія
Згідно з переписом 2010 року, у місті мешкали 4663 особи в 1877 домогосподарствах у складі 1194 родин. Густота населення становила 588 осіб/км².  Було 2204 помешкання (278/км²).
Расовий склад населення:
| - 65,8 % — чорних або афроамериканців - 31,2 % — білих - 1,0 % — азіатів - 0,4 % — корінних американців |

До двох чи більше рас належало 1,4 %. Частка іспаномовних становила 0,8 % від усіх жителів.
За віковим діапазоном населення розподілялося таким чином: 25,3 % — особи молодші 18 років, 56,4 % — особи у віці 18—64 років, 18,3 % — особи у віці 65 років та старші. Медіана віку мешканця становила 39,9 року. На 100 осіб жіночої статі у місті припадало 73,9 чоловіків;  на 100 жінок у віці від 18 років та старших — 67,3 чоловіків також старших 18 років.
Середній дохід на одне домашнє господарство  становив 57 988 доларів США (медіана — 29 087), а середній дохід на одну сім'ю — 57 269 доларів (медіана — 38 627). Медіана доходів становила 34 464 долари для чоловіків та 32 344 долари для жінок. За межею бідності перебувало 23,8 % осіб, у тому числі 38,6 % дітей у віці до 18 років та 14,2 % осіб у віці 65 років та старших.
Цивільне працевлаштоване населення становило 1651 особа. Основні галузі зайнятості: освіта, охорона здоров'я та соціальна допомога — 31,4 %, роздрібна торгівля — 18,0 %, виробництво — 13,1 %, мистецтво, розваги та відпочинок — 13,1 %.